# Cyathicula dolosella
Cyathicula dolosella (P. Karst.) Dennis – gatunek grzybów należący do rodziny tocznikowatych (Helotiaceae).

## Systematyka i nazewnictwo
Pozycja w klasyfikacji według Index Fungorum: Helotiaceae, Helotiales, Leotiomycetidae, Leotiomycetes, Pezizomycotina, Ascomycota, Fungi.
Po raz pierwszy opisał go w 1869 r. Petter Adolf Karsten, nadając mu nazwę Peziza dolosella. Obecną nazwę nadał mu Richard William George Dennis w 1956 r.
Ma 12 synonimów. Niektóre z nich:
- Crocicreas dolosellum (P. Karst.) S.E. Carp. 1980
- Crocicreas dolosellum var. tropicum S.E. Carp. 1981[2].

## Występowanie i siedlisko
Stanowiska Cyathicula dolosella podano tylko w niektórych krajach Europy. W Polsce M. A. Chmiel w 2006 r. przytoczyła 4 stanowiska (dla synonimu Crocicreas dolosellum). W 2019 r. podano nowe stanowiska na Roztoczu.
Występuje na łodygach roślin zielnych.